# Na Chatkách
Na Chatkách (465 m n. m.) je granitový vrchol na severu České republiky, ve Frýdlantském výběžku Libereckého kraje. Východním směrem od kopce se nachází město Hejnice, jižním směrem jeho část Ferdinandov a severně od vrcholu je Lužec, část Raspenavy. Součástí kopce skála nazvaná Poustevníkův kámen, u níž se usadil eremita Paul Stelzig pocházející z Ludvíkova a vybudoval zde rovněž kapličku.

## Lesní divadlo
Zásluhou hejnického „Spolku pro pozdvižení cizineckého ruchu“ bylo na kopci v letech 1913 až 1914 vybudováno lesní divadlo o kapacitě hlediště dosahující dvou tisíc diváků. Na zahajovací představení (hru Síla víry sehranou kočovnou společností J. Hubera), které se konalo v neděli 7. června 1914, se přišlo podívat na tisíc návštěvníků. Posléze zde vystupovali s Ibsenovými hrami také členové divadla z Liberce. Vedle dramat se v divadle hrály též operety, a jednotlivá představení byla mezi návštěvníky oblíbená.
Divadlo se roku 1923 stalo majetkem města Hejnic, a hry se v něm přestaly hrát ještě před druhou světovou válkou. Po ní již jeho provoz nebyl obnoven. Ovšem zbytky divadla se dochovaly dodnes.

## Pomníček
Nachází se zde také pomníček upomínající na sesuv půdy, k němuž došlo 12. dubna 1930. Jeho následkem zemřeli raspenavští Josef Wildner (ve věku 58 let) a patnáctiletý Oswald Leubner. Podle jiných zdrojů je věk uveden pravděpodobně nepřesně a staršímu bylo v době neštěstí 63 let a mladšímu čtrnáct.

## Vyhlídkové místo
Na počátku 21. století se objevily plány na výstavbu vyhlídkové věže. Se záměrem vyjádřilo souhlas zastupitelstvo města Hejnice. Nakonec došlo k obnovení stávajícího vyhlídkového místa pojmenované Poustevníkův kámen. Otevřena byla během víkendu 5. a 6. května 2018, kdy kříž osazený na jeho vrcholu, požehnal hejnický farář Pavel Andrš.

## Galerie

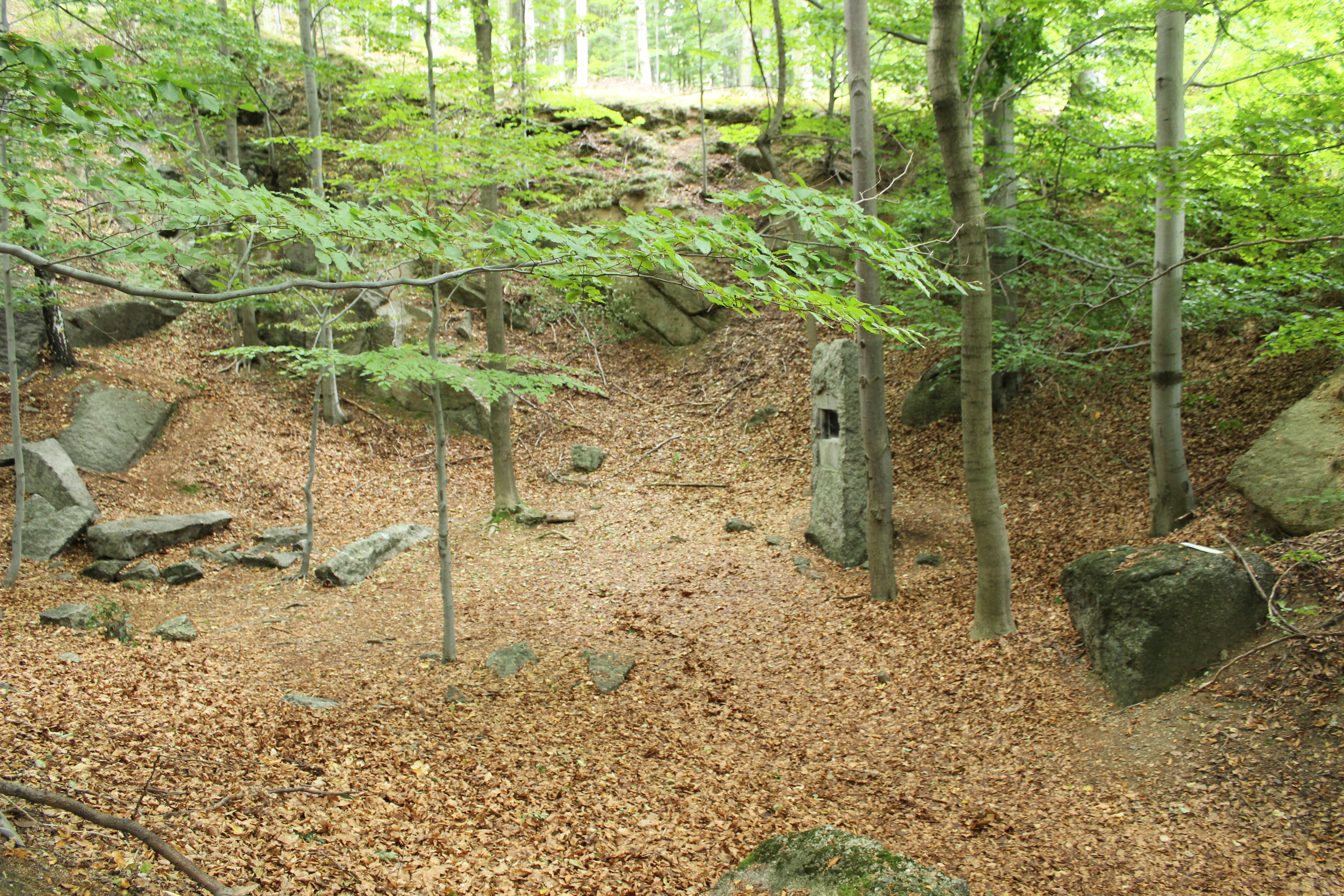
Wildnerův a Leubnerův pomník
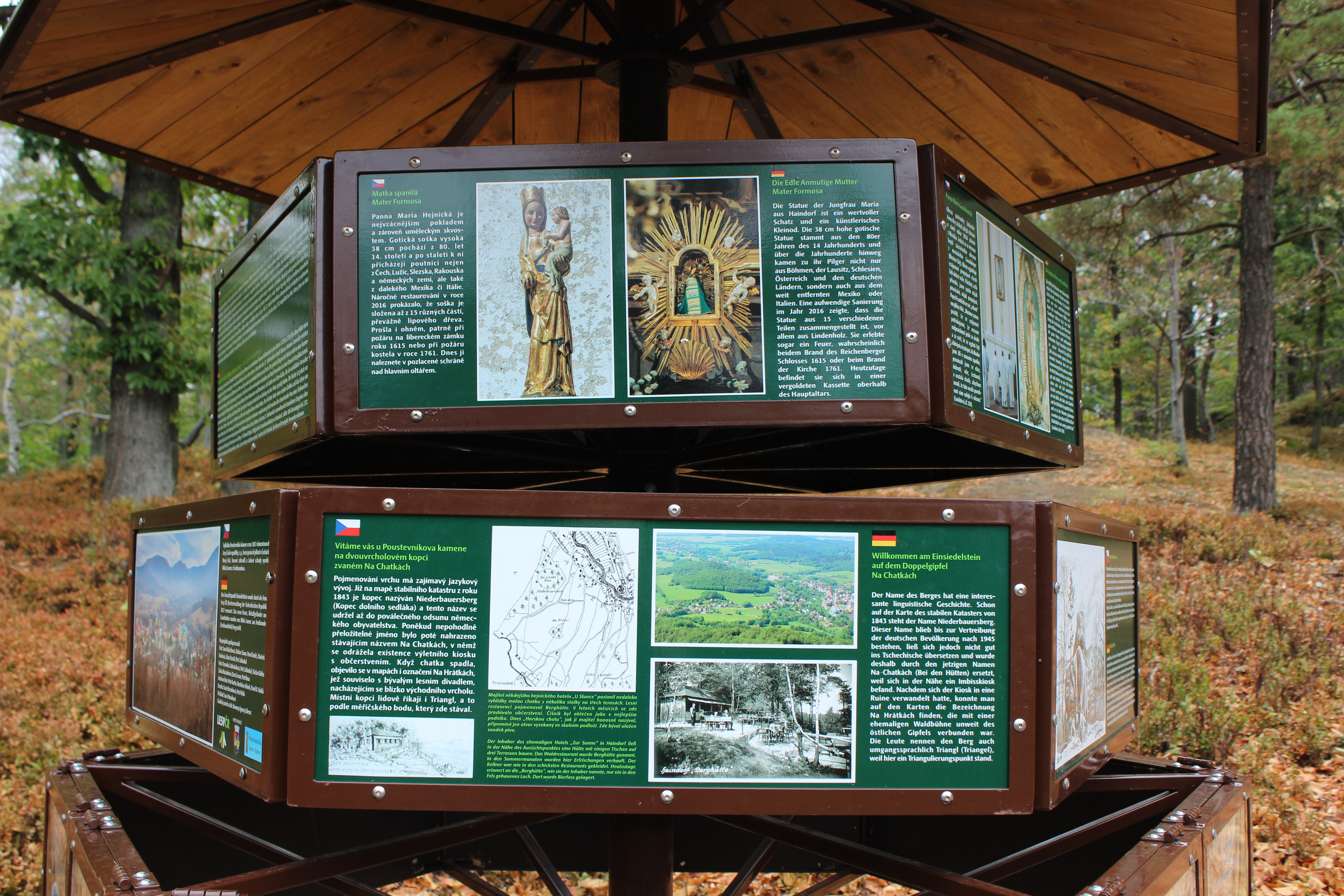
Informační kolotoč u vyhlídky
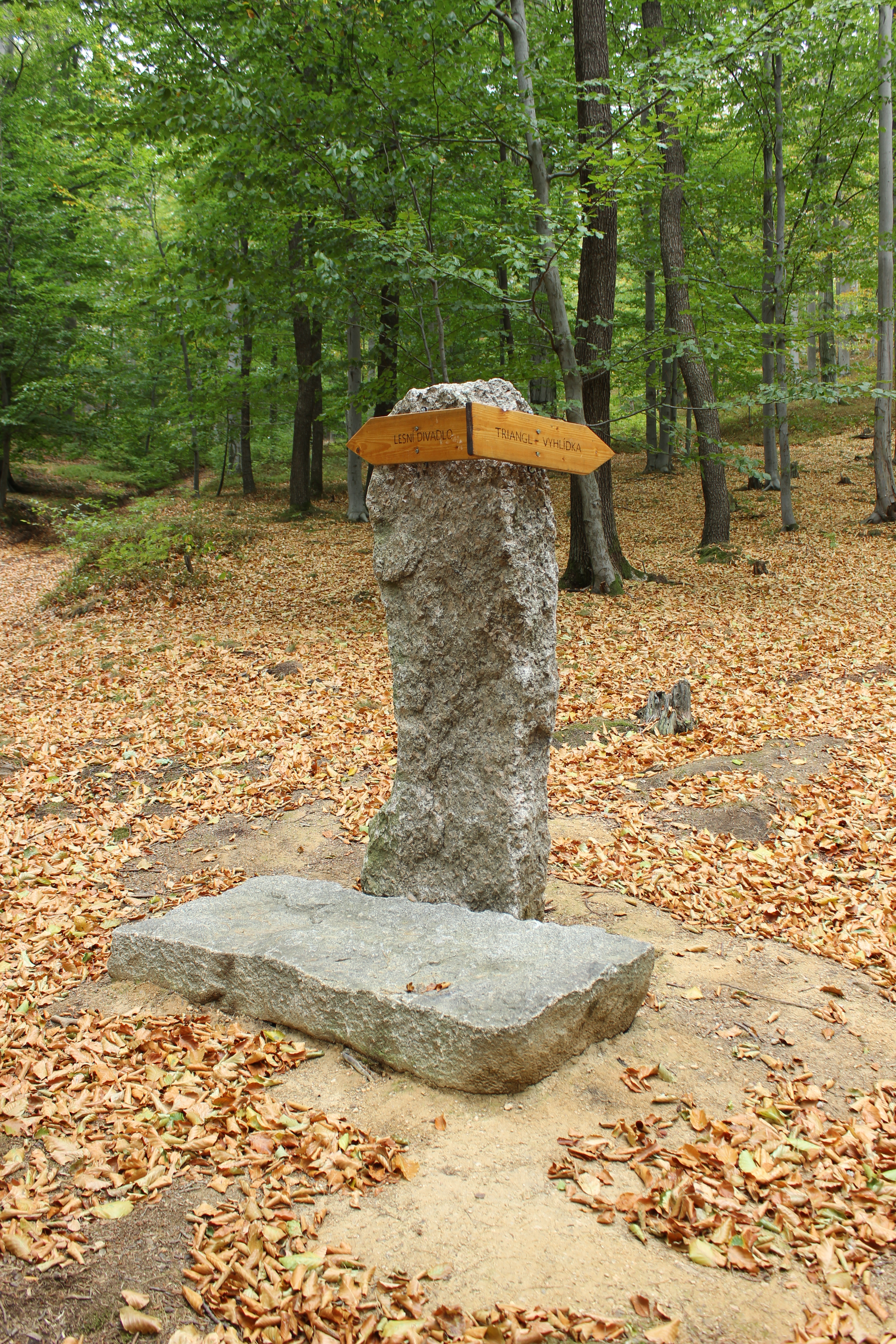
Rozcestník
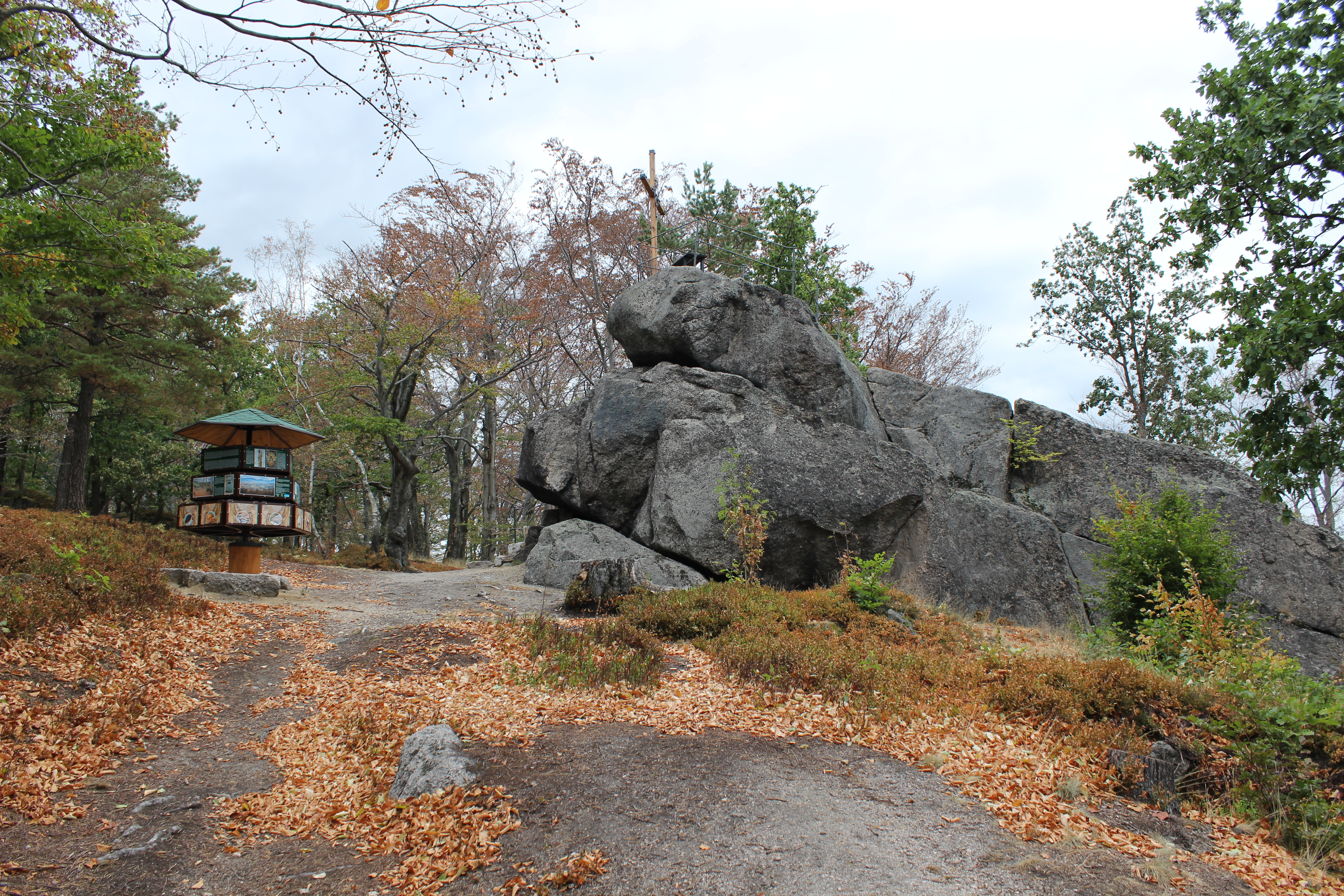
Vyhlídka Poustevníkův kámen
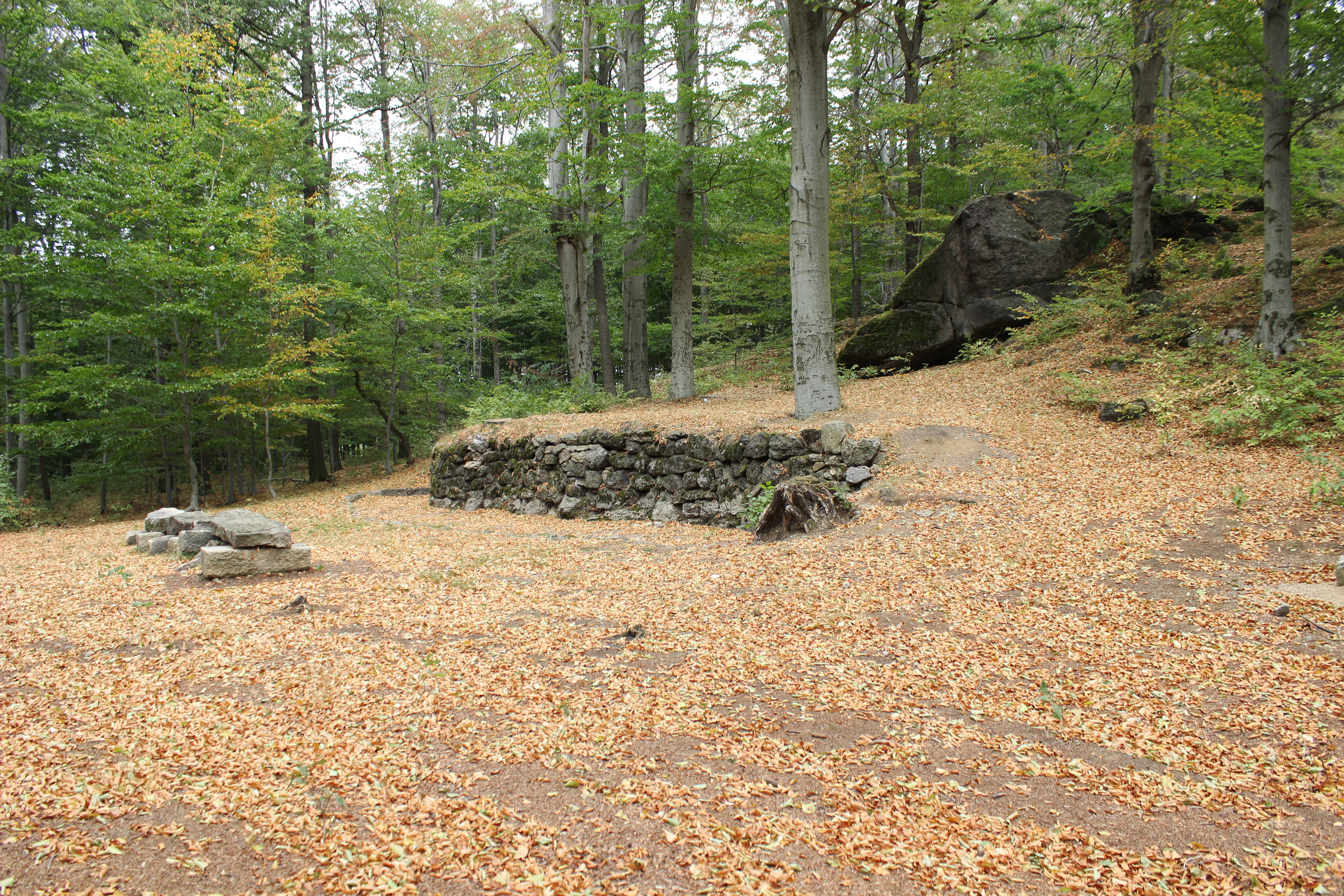
Lesní divadlo